# Андреев, Никита Александрович
Никита Александрович Андреев (2 ноября 1997, Лахденпохья, Республика Карелия, Россия) — российский футболист, полузащитник.

## Биография
Воспитанник академии «Зенита». В сезона 2014/15 — 2016/17 провёл 44 матча, забил четыре гола в молодёжном первенстве. 28 октября 2015 провёл единственный матч за «Зенит» в Кубке России против «Тосно» (5:0), заменив на 64-й минуте автора дубля Артёма Дзюбу. В сентябре 2016 года был отдан в годичную аренду в клуб первой лиги Словакии «Кошице», за который в 17 матчах забил два гола.
В первой половине сезона 2017/18 в составе «Зенита-2» сыграл 24 матча, забил два гола в первенстве ФНЛ; в большинстве матчей выходил на замену или был заменён. В феврале 2018 подписал 3-летний контракт с клубом премьер-лиги «Анжи». сыграл семь игр в первенстве ПФЛ за «Анжи-2», во всех заменялся по ходу матча. 10 марта 2019 дебютировал в премьер-лиге, выйдя на замену на 83-й минуте в домашнем матче против московского «Локомотива» (0:2).
В конце июля 2019 перешёл в клуб первой лиги Армении «Ван» Чаренцаван. Со старта сезона завоевал роль в стартовом составе и стал ключевым игроком команды. В 13 матчах забил 7 голов и отдал 11 голевых передач. В зимний перерыв покинул команду.
Весной 2021 года был на просмотре в любительском клубе «Динамо» Санкт-Петербург. С мая выступал в чемпионате Санкт-Петербурга. Во время летнего перерыва покинул команду.
С сентября 2021 года является игроком «Химика» из Коряжмы. Зимнее первенство Санкт-Петербурга 2021/2022 проводил в составе любительского клуба «Каппа». В январе-феврале был на просмотре в любительском «Севере» из Мурманска.

## Достижения
- Обладатель Кубка России (2016)